# Tequila (brano musicale)
Tequila è un celebre brano latin rock eseguito da The Champs nel 1958, reinterpretato in seguito da molti altri artisti.

## Storia
Il brano è stato scritto dal sassofonista Danny Flores, accreditato con il suo nome d'arte, Chuck Rio, perché in quel periodo egli era sotto contratto con un'altra etichetta discografica. Tequila è basata su un ritmo cubano mambo beat. La parola "tequila" viene proposta con voce baritonale per tre volte durante il brano dal sassofonista stesso, che espone il tema e l'improvvisazione con una spiccata timbrica growl.
La versione originale del brano, incisa da The Champs il 23 dicembre 1957, è stata pubblicata il 15 gennaio del 1958 dalla Challenge Records come retro del singolo su 7" Train to Nowhere/Tequila. In seguito è stata inclusa nell'EP 7" Go, Champs, Go! e nell'LP avente lo stesso titolo, entrambi pubblicati nel 1958.
La canzone raggiunse il primo posto nelle classifiche pop e R&B, e continuerà a essere un importante riferimento della cultura pop fino ai nostri giorni.
Successivamente The Champs proporranno variazioni e riarrangiamenti di questo brano negli album Great Dance Hits e Spotlight On The Champs & The Fabulous Cyclones, entrambi del 1962, con i titoli Tequila Twist e con il sequel Too Much Tequila che era stato registrato nel 1959. Nel primo caso su ritmo di twist, nel secondo di beguine.

## Premi e riconoscimenti
- La canzone ha vinto la prima edizione dei Grammy Award del 1959 nella categoria "miglior performance R&B".

## Cover
Il brano è stato reinterpretato da numerosi artisti nel corso degli anni.
- La versione di Eddie Platt raggiunge il #20 posto nelle classifiche statunitensi nel 1958.
- The Ventures ne eseguono due versioni, la prima nel 1963, nell'album The Ventures Play Telstar and the Lonely Bull.
- The Piltdown Men la cantano in un singolo del 1962 intitolato Tequila Bossa Nova.
- Il Bill Black's Combo ne esegue una cover nel singolo Tequila/Raunchy del 1966.
- Il gruppo jugoslavo Iskre ne pubblicano una versione nel 1965.
- Dizzy Gillespie ne incide una reinterpretazione nel suo album del 1966 The Melody Lingers On.
- Il chitarrista jazz Wes Montgomery ne registra una cover nel suo album del 1966 Tequila.
- Boots Randolph nel suo album del 1967 Sax-Sational ne esegue una versione molto fedele all'originale.
- A fine anni sessanta la Joe Loss Orchestra ne incide una reinterpretazione.
- I Dr. Feelgood ne registrano una versione dal vivo nel loro album di debutto del 1974 Down by the Jetty.
- Il chitarrista jazz Larry Carlton incide una cover nel 1983 nell'album Friends.
- The Reverend Horton Heat pubblicano una versione della canzone intitolata Marijuana nel loro album del 1990 Smoke 'Em If You Got 'Em.
- Una versione hip hop viene realizzata nel 1992 da A.L.T., la canzone ottiene un buon successo di vendite a livello internazionale, scalando le classifiche in numerosi paesi ed entrando stabilmente nella Billboard Top 40.
- Pérez Prado ne ha registrato una sua versione.
- Il gruppo degli Hot Butter, meglio conosciuti per la loro versione del brano di Gershon Kingsley Popcorn, pubblicano una cover di Tequila nell'album Moog Hits.
- Un segmento della canzone viene campionata nel brano What Happened? del gruppo ska/punk Sublime.
- Il gruppo statunitense No Way José ha raggiunto il 47º posto nella classifica britannica con la sua versione della canzone nel 1985.
- Il gruppo Industrial Metal Klutæ ne ha pubblicato una versione riarrangiata intitolata Tequila Slammer nel suo EP del 1995 Excepted, utilizzando dei campioni del cantato originale e i fiati combinati con drum machin e chitarre elettriche.
- I Bad Manners hanno reinterpretato il brano nel loro album Loonee Tunes!
- La Tony Levin Band nel ha pubblicato una versione nell'album del 2002 Pieces of the Sun.
- Il duo spagnolo Azúcar Moreno la canta nel suo album del 2002 Únicas.
- David Sanborn reinterpreta la canzone nel suo album del 2003 Time Again.[6][7]
- Suggs ha campionato il riff di sassofono del brano nella sua canzone (No More) Alcohol.
- Ska Cubano ha reinterpretato la canzone nel suo album Mambo Ska, eseguendola anche dal vivo.
- Il gruppo giapponese Pugs ne ha pubblicato una versione punk-thrash nel suo album del 1997 Pugs Bite the Red Knee, utilizzando campioni della versione originale.
- Uno dei temi musicali del videogioco EarthBound è simile a Tequila.
- Keimzeit ne ha realizzato una cover dal vivo nell'album Nachtvorstellung.
- Il gruppo ska punk Reel Big Fish nel canta una parodia all'inizio del brano Beer, eseguito dal vivo durante il tour del 2011 con gli Streetlight Manifesto.
- Il chitarrista smooth jazz George Benson ne ha inciso una cover nel suo album del 2011 Guitar Man.
- Il gruppo giapponese Oreskaband ne ha cantato una versione.
- Il gruppo The Iguanas ne ha pubblicato una cover nell'album Jumpin' with The Iguanas del 1996.
- Il gruppo italiano dei Litfiba ne ha pubblicato una cover nell'album dal vivo Pirata del 1989.

## Riferimenti culturali
- Il brano è presente nella colonna sonora della serie televisiva Happy Days.
- La canzone è stata utilizzata nelle colonne sonore dei film La ragazza con la valigia, I ragazzi vincenti, Pepe e Pee-wee's Big Adventure.
- Tequila è stato inserito nella colonna sonora del videogioco Mafia II.
- La canzone è usata tuttora per la pubblicità dei biscotti Gocciole Pavesi, ed è anche la sigla della trasmissione radiofonica Radio 1 Music Club condotta da John Vignola.
- La canzone è utilizzata anche nel talent-show italiano Tú sí que vales come musica di sottofondo dei divertentissimi momenti della Scuderia Scotti, capitanata dal giurato dello show Gerry Scotti e consistente nella scoperta di talenti incompresi e che sanno far divertire e far ridere la gente.